# Pecteilis radiata
Pecteilis radiata (кит.: 狭叶白蝶兰 або 鷺草, кор. 해오라비난초 (Hae-o-ra-bi-nan-cho), яп. サギソウ (Sagi-so) рос. поводник лучистый) — вид квіткових рослин родини орхідні (Orchidaceae). У Китаї рослину називають Квіткою білої чаплі.

## Опис
Рослина до 20 см висоти з кулястою бульбою на кінці досить довгого столона. Стебла з 3-5 сидячими, широколінійними листками до 10 см довжини. Квітка 1 (рідко 2-3), до 3 см в поперечнику. Зовнішні листочки оцвітини зелені, внутрішні — білі, овальні. Губа біла, трилопастна, до 15 мм довжини. Середня лопать губи лінійна, цільна, бічні — по краю бахромчато-розсічені. Шпорець прямий, на кінці булавовидно потовщений, до 4 см довжини. Зав'язь до 1,5 см довжини. Цвіте в липні-серпні.

## Поширення
Рослина зустрічається на дуже обмеженій території, але місцями утворює великі скупчення, на окремих ділянках навіть є одним з переважаючих видів. Поширена в Японії, Кореї, на північному сході Китаю, на півдні Приморського краю Росії.

## Спосіб життя
Болотний вид, що мешкає тільки на ділянках з постійним, надлишковим зволоженням на різних субстратах: від сфагнових мохів до піщаних і супіщаних оглеєних ґрунтів, іноді з великим вмістом заліза. Вид не переносить затінення.

## Господарське значення
Включена до списку рослин Червоної книги Приморського краю і Японії (2001). Декоративна рослина. Культивується як садова й кімнатна культура.

### Культивування
У Японії вирощується в культурі здавна, вона традиційно прикрашає багато садів і культивується як кімнатна рослина. Бульби висаджують в сад після того, як мине небезпека весняних заморозків. Для рослини вибирають сонячне місце (допустима легка півтінь); Для посадки бульб готують суміш садової землі і торфу, поверхню ґрунту мульчують сфагнумом. Бульби Pecteilis radiata висаджують на глибину 5-7 см; відстань між дрібними бульбами 7-15 см, між великими -15-20 см. У країнах з м'яким кліматом перед зимівлею в саду проводиться мульчування ґрунту над бульбами для захисту їх від холоду. У країнах з холодним кліматом рекомендується викопувати бульби і зберігати їх взимку в теплому приміщенні.